# WTA 파이널스
WTA 파이널스(WTA Finals)는 매년 연말 8명의 WTA 투어 최상위 랭킹 여자 선수들이 참가하여 경쟁을 벌이는 테니스 대회이다.
이 대회는 1971년 8월 미국 텍사스주 휴스턴에서 버지니아 슬림(Virginia Slims)사가 스폰서를 맡은 일련의 대회 중 하나로서 처음 개최되었다. 최초에는 연말 마지막 대회로 열리지는 않았으나, 1972년 개최 장소를 미국 플로리다주 보카 레이튼으로 옮기면서 한 해를 마무리하는 마지막 대회로 열리기 시작하였다. 이 대회는 1972년부터 1974년까지는 10월에 개최되었으며, 1975년부터 1986년까지는 3월에 열렸다. 그 이후 WTA는 1월부터 11월까지의 한 해 대회 시즌에 맞추어 매년 연말에 대회를 개최하기 시작하였고 이 때문에 개최되는 달이 변경된 1986년에는 연초와 연말에 대회가 두 번 개최되었다.
1974년부터 1976년까지는 캘리포니아주 로스앤젤레스에서 열렸으며, 1977년부터 뉴욕 메디슨 스퀘어 가든으로 장소를 옮겼다. 1978년에 한 번 캘리포니아주 오클랜드에서 개최된 것을 제외하고는 2000년까지 계속 메디슨 스퀘어 가든에서 대회가 열렸다. 2001년에는 독일 뮌헨으로 장소를 잠시 옮겼다가, 2002년부터 2005년까지는 다시 로스앤젤레스로 되돌아왔다. 2006년과 2007년에는 스페인 마드리드에서, 2008년부터 2010년까지는 카타르 도하에서, 2011년부터 2013년까지는 터키 이스탄불에서 개최되었다. 2014년부터 2018년까지는 싱가포르에서 개최될 예정이다.

## 역대 개최지
| 연도      | 도시         | 경기장                              | 코트 종류 | 수용 인원 |
| --------- | ------------ | ----------------------------------- | --------- | --------- |
| 1972–1973 | 보카 레이튼  |                                     | 클레이    |           |
| 1974–1976 | 로스앤젤레스 | 로스앤젤레스 메모리얼 스포츠 아레나 | 카페트    |           |
| 1977      | 뉴욕         | 메디슨 스퀘어 가든                  | 카페트    | 18,000    |
| 1978      | 오클랜드     | 오클랜드 아레나                     | 카페트    |           |
| 1979–2000 | 뉴욕         | 메디슨 스퀘어 가든                  | 카페트    | 18,000    |
| 2001      | 뮌헨         | 올림피아할레                        | 하드      | 12,000    |
| 2002–2005 | 로스앤젤레스 | 스테이플스 센터                     | 하드      | 17,000    |
| 2006–2007 | 마드리드     | 마드리드 아레나                     | 하드      | 10,500    |
| 2008–2010 | 도하         | 칼리파 국제 테니스 경기장           | 하드      | 6,911     |
| 2011–2013 | 이스탄불     | 시난 에르뎀 돔                      | 하드      | 16,410    |
| 2014–2018 | 싱가포르     | 싱가포르 실내 체육관                | 하드      | 10,000    |

## 역대 결승

### 단식
| 연도        | 우승                      | 준우승                 | 결승 스코어             |
| ----------- | ------------------------- | ---------------------- | ----------------------- |
| 1971        | 빌리 진 킹                | 케리 멜빌 레이드       | 6–4, 4–6, 6–1           |
| 1972        | 크리스 에버트             | 케리 멜빌 레이드       | 7–5, 6–4                |
| 1973        | 크리스 에버트 (2)         | 낸시 리치 건터         | 6–3, 6–3                |
| 1974        | 이본 굴라공 콜리          | 크리스 에버트          | 6–3, 6–4                |
| 1975        | 크리스 에버트 (3)         | 마르티나 나브라틸로바  | 6–4, 6–2                |
| 1976        | 이본 굴라공 콜리 (2)      | 크리스 에버트          | 6–3, 5–7, 6–3           |
| 1977        | 크리스 에버트 (4)         | 수 바커                | 2–6, 6–1, 6–1           |
| 1978        | 마르티나 나브라틸로바     | 이본 굴라공 콜리       | 7–6(0), 6–4             |
| 1979        | 마르티나 나브라틸로바 (2) | 트레이시 오스틴        | 6–3, 3–6, 6–2           |
| 1980        | 트레이시 오스틴           | 마르티나 나브라틸로바  | 6–2, 2–6, 6–2           |
| 1981        | 마르티나 나브라틸로바 (3) | 안드리아 예이거        | 6–3, 7–6(3)             |
| 1982        | 실비아 하니카             | 마르티나 나브라틸로바  | 1–6, 6–3, 6–4           |
| 1983        | 마르티나 나브라틸로바 (4) | 크리스 에버트          | 6–2, 6–0                |
| 1984        | 마르티나 나브라틸로바 (5) | 크리스 에버트          | 6–3, 7–5, 6–1           |
| 1985        | 마르티나 나브라틸로바 (6) | 헬레나 수코바          | 6–3, 7–5, 6–4           |
| 1986 (3월)  | 마르티나 나브라틸로바 (7) | 하나 만들리코바        | 6–2, 6–0, 3–6, 6–1      |
| 1986 (11월) | 마르티나 나브라틸로바 (8) | 슈테피 그라프          | 7–6(6), 6–3, 6–2        |
| 1987        | 슈테피 그라프             | 가브리엘라 사바티니    | 4–6, 6–4, 6–0, 6–4      |
| 1988        | 가브리엘라 사바티니       | 팸 슈라이버            | 7–5, 6–2, 6–2           |
| 1989        | 슈테피 그라프 (2)         | 마르티나 나브라틸로바  | 6–4, 7–5, 2–6, 6–2      |
| 1990        | 모니카 셀레스             | 가브리엘라 사바티니    | 6–4, 5–7, 3–6, 6–4, 6–2 |
| 1991        | 모니카 셀레스 (2)         | 마르티나 나브라틸로바  | 6–4, 3–6, 7–5, 6–0      |
| 1992        | 모니카 셀레스 (3)         | 마르티나 나브라틸로바  | 7–5, 6–3, 6–1           |
| 1993        | 슈테피 그라프 (3)         | 아란차 산체스 비카리오 | 6–1, 6–4, 3–6, 6–1      |
| 1994        | 가브리엘라 사바티니 (2)   | 린제이 데이븐포트      | 6–3, 6–2, 6–4           |
| 1995        | 슈테피 그라프 (4)         | 앙케 후버              | 6–1, 2–6, 6–1, 4–6, 6–3 |
| 1996        | 슈테피 그라프 (5)         | 마르티나 힝기스        | 6–3, 4–6, 6–0, 4–6, 6–0 |
| 1997        | 야나 노보트나             | 마리 피르스            | 7–6(4), 6–2, 6–3        |
| 1998        | 마르티나 힝기스           | 린제이 데이븐포트      | 7–5, 6–4, 4–6, 6–2      |
| 1999        | 린제이 데이븐포트         | 마르티나 힝기스        | 6–4, 6–2                |
| 2000        | 마르티나 힝기스 (2)       | 모니카 셀레스          | 6–7(5), 6–4, 6–4        |
| 2001        | 세레나 윌리엄스           | 린제이 데이븐포트      | 부전승                  |
| 2002        | 킴 클리스터스             | 세레나 윌리엄스        | 7–5, 6–3                |
| 2003        | 킴 클리스터스 (2)         | 아멜리 모레스모        | 6–2, 6–0                |
| 2004        | 마리아 샤라포바           | 세레나 윌리엄스        | 4–6, 6–2, 6–4           |
| 2005        | 아멜리 모레스모           | 마리 피르스            | 5–7, 7–6(3), 6–4        |
| 2006        | 쥐스틴 에넹               | 아멜리 모레스모        | 6–4, 6–3                |
| 2007        | 쥐스틴 에넹 (2)           | 마리아 샤라포바        | 5–7, 7–5, 6–3           |
| 2008        | 비너스 윌리엄스           | 베라 즈보나료바        | 6–7(5), 6–0, 6–2        |
| 2009        | 세레나 윌리엄스 (2)       | 비너스 윌리엄스        | 6–2, 7–6(4)             |
| 2010        | 킴 클리스터스 (3)         | 카롤리네 보즈니아키    | 6–3, 5–7, 6–3           |
| 2011        | 페트라 크비토바           | 빅토리아 아자렌카      | 7–5, 4–6, 6–3           |
| 2012        | 세레나 윌리엄스 (3)       | 마리아 샤라포바        | 6–4, 6–3                |
| 2013        | 세레나 윌리엄스 (4)       | 리나                   | 2–6, 6–3, 6–0           |
| 2014        | 세레나 윌리엄스 (5)       | 시모나 할레프          | 6–3, 6–0                |
| 2015        | 아그니에슈카 라드반스카   | 페트라 크비토바        | 6–2, 4–6, 6–3           |

### 복식
| 연도     | 우승                                                   | 준우승                                          | 결승 스코어         |
| -------- | ------------------------------------------------------ | ----------------------------------------------- | ------------------- |
| 1971     | 로즈마리 카잘스 빌리 진 킹                             | 주디 테가트 달튼 프랑수아즈 뒤르                | 6-3, 1-6, 6-2       |
| 1972     | 복식 미개최                                            | 복식 미개최                                     | 복식 미개최         |
| 1973     | 로즈마리 카잘스 마가렛 코트                            | 프랑수아즈 뒤르 베티 스퇴브                     | 6-2, 6-4            |
| 1974     | 로즈마리 카잘스 빌리 진 킹                             | 프랑수아즈 뒤르 베티 스퇴브                     | 6-1, 6-7(2), 7-5    |
| 1975     | 복식 미개최                                            | 복식 미개최                                     | 복식 미개최         |
| 1976     | 복식 미개최                                            | 복식 미개최                                     | 복식 미개최         |
| 1977     | 복식 미개최                                            | 복식 미개최                                     | 복식 미개최         |
| 1978     | 복식 미개최                                            | 복식 미개최                                     | 복식 미개최         |
| 1979     | 프랑수아즈 뒤르 베티 스퇴브                            | 수 바커 앤 키요무라                             | 7-6, 7-6            |
| 1980     | 빌리 진 킹 마르티나 나브라틸로바                       | 로즈마리 카잘스 웬디 턴불                       | 6-3, 4-6, 6-3       |
| 1981     | 마르티나 나브라틸로바 팸 슈라이버                      | 바바라 포터 샤론 월시                           | 6-0, 7-6(6)         |
| 1982     | 마르티나 나브라틸로바 팸 슈라이버                      | 케이시 조던 앤 스미스                           | 6-4, 6-3            |
| 1983     | 마르티나 나브라틸로바 팸 슈라이버                      | 클라우디아 코데 킬쉬 에바 파프                  | 7-5, 6-2            |
| 1984     | 마르티나 나브라틸로바 팸 슈라이버                      | 조 두리 앤 키요무라                             | 6-3, 6-1            |
| 1985     | 마르티나 나브라틸로바 팸 슈라이버                      | 클라우디아 코데 킬쉬 헬레나 수코바              | 6-7(4), 6-4, 7-6(5) |
| 1986 (1) | 하나 만들리코바 웬디 턴불                              | 클라우디아 코데 킬쉬 헬레나 수코바              | 6-4, 6-7(4), 6-3    |
| 1986 (2) | 마르티나 나브라틸로바 팸 슈라이버                      | 클라우디아 코데 킬쉬 헬레나 수코바              | 1-6, 6-1, 6-1       |
| 1987     | 마르티나 나브라틸로바 팸 슈라이버                      | 클라우디아 코데 킬쉬 헬레나 수코바              | 6-1, 6-1            |
| 1988     | 마르티나 나브라틸로바 팸 슈라이버                      | 라리사 샤브첸코 네일란드 나탈리아 즈베레바      | 6-3, 6-4            |
| 1989     | 마르티나 나브라틸로바 팸 슈라이버                      | 라리사 샤브첸코 네일란드 나탈리아 즈베레바      | 6-3, 6-2            |
| 1990     | 케이시 조던 엘리자베스 스밀리                          | 메르세데스 파스 아란차 산체스 비카리오          | 7-6(4), 6-4         |
| 1991     | 마르티나 나브라틸로바 팸 슈라이버                      | 히히 페르난데스 야나 노보트나                   | 4-6, 7-5, 6-4       |
| 1992     | 아란차 산체스 비카리오 헬레나 수코바                   | 야나 노보트나 라리사 샤브첸코 네일란드          | 7-6(4), 6-1         |
| 1993     | 히히 페르난데스 나탈리아 즈베레바                      | 야나 노보트나 라리사 샤브첸코 네일란드          | 6-3, 7-5            |
| 1994     | 히히 페르난데스 나타샤 즈베레바                        | 야나 노보트나 아란차 산체스 비카리오            | 6-3, 6-7(4), 6-3    |
| 1995     | 야나 노보트나 아란차 산체스 비카리오                   | 히히 페르난데스 나타샤 즈베레바                 | 6-2, 6-1            |
| 1996     | 린제이 데이븐포트 매리 조 페르난데스                   | 야나 노보트나 아란차 산체스 비카리오            | 6-3, 6-2            |
| 1997     | 린제이 데이븐포트 야나 노보트나                        | 알렉산드라 퓌자이 나탈리 토지아                 | 6-7(5), 6-3, 6-2    |
| 1998     | 린제이 데이븐포트 나타샤 즈베레바                      | 알렉산드라 퓌자이 나탈리 토지아                 | 6-7(6), 7-5, 6-3    |
| 1999     | 마르티나 힝기스 안나 쿠르니코바                        | 아란차 산체스 비카리오 라리사 샤브첸코 네일란드 | 6-4, 6-4            |
| 2000     | 마르티나 힝기스 안나 쿠르니코바                        | 니콜 애런드 마논 볼레그라프                     | 6–2, 6–3            |
| 2001     | 리사 레이몬드 레네이 스텁스                            | 카라 블랙 엘레나 리코브체바                     | 7–5, 3–6, 6–3       |
| 2002     | 엘레나 데멘티에바 야네테 후사로바                      | 카라 블랙 엘레나 리코브체바                     | 4–6, 6–4, 6–3       |
| 2003     | 비르히니아 루아노 파스쿠알 파올라 수아레스             | 킴 클리스터스 스기야마 아이                     | 6–4, 3–6, 6–3       |
| 2004     | 나디아 페트로바 메간 쇼너시                            | 카라 블랙 레네이 스텁스                         | 7–5, 6–2            |
| 2005     | 리사 레이몬드 사만다 스토서                            | 카라 블랙 레네이 스텁스                         | 6–7(5), 7–5, 6–4    |
| 2006     | 리사 레이몬드 사만다 스토서                            | 카라 블랙 레네이 스텁스                         | 3–6, 6–3, 6–3       |
| 2007     | 카라 블랙 리젤 후버                                    | 카타리나 스레보트니크 스기야마 아이             | 5–7, 6–3, [10–8]    |
| 2008     | 카라 블랙 리젤 후버                                    | 크베타 페슈케 레네이 스텁스                     | 6–1, 7–5            |
| 2009     | 누리아 야고스테라 비베스 마리아 호세 마르티네스 산체스 | 카라 블랙 리젤 후버                             | 7-6(0), 5-7, [10-7] |

## 같이 보기
- ATP 파이널스